# 霍斯勞四世
霍斯勞四世（波斯語：‎）是波斯萨珊王朝的君主，他於大約公元630年－636年間統治蘇薩及其周邊地區。現今史料對霍斯勞四世的統治知之甚少，當時的薩珊王朝在7世紀時期，陷入了一段動盪又混亂的「黑暗時代」。